# Plug Power
Plug Power ist ein US-amerikanischer Hersteller von Brennstoffzellen.

## Geschichte
Plug Power wurde 1997 als ein Joint Venture zwischen dem Energieversorger DTE Energy und dem Messtechnikhersteller Mechanical Technology Inc. gegründet. Seit 1999 ist das Unternehmen börsennotiert.

## Tätigkeitsfeld
Das Unternehmen entwickelt und fertigt Brennstoffzellen für Anwendungen in der Elektromobilität, den Betrieb von Flurfördergeräten und den stationären Einsatz in Notstromanlagen. Weiterhin beliefert Plug Power seine Kunden mit Wasserstoff, konstruiert Anlagen zur Wasserstoffspeicherung und Wasserstoff-Zapfanlagen.